# Dorchester (New Hampshire)
Dorchester – miejscowość w USA, w stanie New Hampshire, w hrabstwie Grafton.